# Ерада
Ерада (порт. Erada; МФА: [i.ˈɾa.dɐ]) — парафія в Португалії, у муніципалітеті Ковілян. Розташована в східній частині країни, на теренах історичної португальської провінції Бейра. Входить до складу округу Каштелу-Бранку. За адміністративним поділом, чинним до 1976 року, терени парафії були складовою провінції Нижня Бейра. Належить до Порталегрівсько-Каштелу-Бранківської діоцезії Католицької церкви. Патрон — святий Петро. Площа — 43,3952 км². Населення — 709 ос. (2011). Слабо урбанізований регіон. Густота населення — 16,34 осіб/км²
. Код — 050310.

## Населення
| Кількість мешканців | Кількість мешканців | Кількість мешканців | Кількість мешканців | Кількість мешканців | Кількість мешканців | Кількість мешканців | Кількість мешканців | Кількість мешканців | Кількість мешканців | Кількість мешканців | Кількість мешканців | Кількість мешканців | Кількість мешканців | Кількість мешканців |
| ------------------- | ------------------- | ------------------- | ------------------- | ------------------- | ------------------- | ------------------- | ------------------- | ------------------- | ------------------- | ------------------- | ------------------- | ------------------- | ------------------- | ------------------- |
| 1864                | 1878                | 1890                | 1900                | 1911                | 1920                | 1930                | 1940                | 1950                | 1960                | 1970                | 1981                | 1991                | 2001                | 2011                |
| 595                 | 748                 | 887                 | 878                 | 952                 | 1 041               | 1 106               | 1 295               | 1 428               | 1 589               | 1 220               | 1 111               | 963                 | 845                 | 709                 |